# Ère commune
Pour les articles homonymes, voir EC et AEC.
 (mars 2021).
Si vous disposez d'ouvrages ou d'articles de référence ou si vous connaissez des sites web de qualité traitant du thème abordé ici, merci de compléter l'article en donnant les références utiles à sa vérifiabilité et en les liant à la section « Notes et références ».
La locution chronologique « de l'ère commune » (abrégée par son sigle EC ou parfois è. c.) est un synonyme alternatif à la forme plus courante « après Jésus-Christ » (« apr. J.-C. »), de même qu'avant l'ère commune (AEC ou parfois av. è. c.) correspond à la formule « avant Jésus-Christ » (« av. J.-C. »). Elle est calquée sur l'anglais Common Era : c'est l'ère chrétienne.
Suivant ce système, par exemple, la création du principat par l'empereur Auguste est datée « 16 janvier 27 AEC » au lieu de « 16 janvier 27 av. J.-C. » et la date du premier concile de Nicée s'écrit « 325 EC » à la place de « 325 apr. J.-C. ». Pour les dates EC, la précision peut ne pas être nécessaire.
La chronologie de l'ère commune ne change rien à la façon occidentale de numéroter les années, ni avant ni après Jésus-Christ. Les dénominations « EC » et « AEC » sont proposées par leurs défenseurs comme des alternatives qui évitent de faire référence à une civilisation ou à une religion particulière, ceux-ci mettant en exergue la neutralité de cette norme vis-à-vis des cultures et des croyances.
Notamment du fait de la préférence de l'enseignement officiel français pour la forme traditionnelle — laquelle a perdu dans l'usage toute signification religieuse par normalisation —, l'emploi de ces formes reste toutefois marginal et tient ainsi principalement à une volonté de se détacher de l'usage, alors perçu comme vecteur de l'hégémonie culturelle occidentale.

## Origines de la datation des années en Occident

### Depuis l'empire romain
Jusqu'au XVe siècle, les actes législatifs et ecclésiastiques étaient datés selon l'année de règne du souverain et selon l'indiction romaine. L'indiction est un cycle de quinze ans commençant le 1er septembre 312. On spécifiait l'année en cours dans l'indiction courante. Ainsi 2020 (à partir du 1er septembre) est l'année 14 dans l'indiction courante qui a commencé en 2007 et 2024 (à partir du 1er septembre) est l'année 3 dans l'indiction courante qui a commencé en 2022.

### Référence chrétienne
La datation des années en vigueur en Occident depuis la fin du Moyen Âge procède de l'ère de l'Incarnation après que le pape Boniface II, conseillé par le moine byzantin Denis le Petit eut, au VIe siècle, posé l'année 753 AUC (Ab Urbe Condita, « depuis la fondation de la ville [de Rome] ») comme année de naissance du Christ. L'année 754 AUC devenait ainsi l'an 1 du calendrier[réf. nécessaire].
La chronologie des années selon l'ère de l'Incarnation ne fut utilisée couramment qu'à partir du XVe siècle.

### Dans les sciences
Dans les sciences historiques, l'origine de la datation au carbone 14 prend comme référence le présent fixé à l'année 1950. Les préhistoriens diront, par exemple, que tel foyer paléolithique est daté de 12000 « avant le présent » : 12000 BP (« before present »), c'est-à-dire d'environ 10000 AEC[réf. nécessaire].
En astronomie et en astronautique, on utilise la datation en jours juliens dont l'origine varie : les jours juliens astronomiques ont pour origine le 1er janvier 4711 AEC. Pour la NASA, la date origine est le 24 mai 1968 EC et le 1er janvier 1950 EC pour l'ESA[réf. nécessaire].

## Parallèle entre les langues anglaise et française
L'expression française « avant notre ère » est l'équivalent de celle « Before the Common Era (BCE) » de l'anglais américain.

Pour les siècles qui ne sont pas « avant notre ère », on indique simplement le nombre de siècles ou la date sans mention particulière, ou « de notre ère » (ou encore « de l'ère présente »[réf. nécessaire]), ce qui est l'équivalent du « Common Era (CE) » en anglais américain[réf. nécessaire].

### Usage en domaine anglophone
En anglais, les notations Common Era (« ère commune ») ou Current Era (« ère actuelle ») tendent à remplacer Christian Era (« ère chrétienne »), toutes les trois partageant le même sigle « CE ». Ce dernier est le synonyme de « A.D. » (Anno Domini)[réf. nécessaire].

Le sigle « BCE » (Before the Common Era ou Before the Current Era) remplace « BC » (Before Christ)[réf. nécessaire].
La notation « ère commune » est usitée par certains grands musées des États-Unis :
- la Smithsonian Institution préconise son usage[réf. nécessaire] ;
- cette appellation est également employée par la National Geographic Society et l’Observatoire naval des États-Unis[réf. nécessaire].

Elle est cependant peu utilisée dans la plupart des autres pays anglophones[réf. nécessaire].
Le British Museum utilise « BC » et « AD » (« Before Christ » et « Anno Domini »)[réf. nécessaire].

### Usage en domaine francophone
Dans les pays de tradition catholique, la notation « AEC / EC » est peu développée. On trouve quelquefois la notation « AEC » dans des articles traitant d'histoire ancienne[réf. nécessaire].
D'autres notations sont utilisées :
- « avant notre ère » et « de notre ère » (abrégées en « av. n. è. » et « de n. è. »). L'École Pratique des Hautes Études utilise « av. è. c. » et « è. c. »[1].
- « avant l'ère chrétienne » et « de l'ère chrétienne », ou « avant l'ère vulgaire » (ante aeram vulgarem) et « de l'ère vulgaire »[6] (aera vulgaris ou aevum vulgare). Ces locutions sont moins usitées.

Dans le cercle restreint des pataphysiciens, l'abréviation « vulg. » est utilisée pour indiquer les dates hors de leur calendrier pataphysique mais les deux calendriers ne sont pas les mêmes.
Le musée du Louvre utilise plusieurs notations :
- « avant notre ère » (exemple[8]).
- « -(nombre) » (exemple[9]).
- « av. J.-C. » / « apr. J.-C. » dans les notices destinées aux visiteurs[réf. nécessaire].

### Domaine hispanique (hispanophone, lusophone)
Dans la péninsule Ibérique du IIIe au XVe siècle, le calendrier utilisé  avait un décalage de +38 années par rapport au calendrier julien dont il est une variante.
On la nomme Ère d'Espagne ou Ère hispanique (en latin Aera Hispanica, en espagnol Era hispánica, Era de Augusto, Era de César ou Era gótica).

## Motivations et critiques de la chronologie enère commune
La numérotation des années selon le mode occidental s'est, pour des raisons historiques et pratiques, imposée de façon mondiale dans les actes civils. Les datations traditionnelles demeurent toutefois souvent d'usage dans la vie religieuse. L'utilisation des références « EC » et « AEC » a pour objet d'universaliser cette manière de compter les années en lui ôtant toute référence religieuse ou culturelle[réf. nécessaire].

### Partisans
Le partisans de la notation « AEC / EC » insistent sur le fait qu'elle est religieusement neutre et adaptée à un usage multiculturel et multi religieux :
- le calendrier occidental est de facto une norme universelle. Il est présent dans tous les ordinateurs. Il devrait donc être religieusement et culturellement neutre[10] ;
- les jours et les mois peuvent être désignés avec des noms propres à chaque culture mais les années devraient être numérotées à partir d'une référence qu'il convient de rendre neutre[10] ;
- il est aisé de remplacer la notation « av. J.-C. / apr. J.-C. » par la notation « AEC / EC ». La numérotation est la même dans les deux systèmes[réf. nécessaire].

### Détracteurs
Les principaux arguments des détracteurs de la notation « AEC / EC » sont les suivants : 
- puisqu'elle débute avec la venue au monde de Jésus-Christ, l'ère commune serait un euphémisme de l’expression apr. J.-C.[réf. nécessaire] ;
- les locutions « av. J.-C. / apr. J.-C. » sont utilisées depuis longtemps[C'est-à-dire ?] et seraient donc des locutions génériques ayant perdu tout contenu religieux. À l'inverse, l'expression « AEC / EC » porterait une idéologie visant à se défaire d'un certain héritage religieux et ne serait donc pas neutre, ni même rigoureuse sur le plan historique quant à la date choisie pour le commencement des périodes ainsi renommées[réf. nécessaire] ;
- les locutions « avant notre ère » et « de notre ère », couramment utilisées, auraient les mêmes avantages et sont généralement les formes proposées en français pour l’anglais « (before the) common era »[11],[12] ;
- le système d'ère commune ne résout pas non plus la difficulté posée pour les problèmes de calculs calendaires par le calendrier usuel : l’absence d’année zéro[réf. nécessaire].